# Brommella josephkohi
Espèce
Brommella josephkohi est une espèce d'araignées aranéomorphes de la famille des Cicurinidae.

## Distribution
Cette espèce est endémique du Guangxi en Chine,. Elle se rencontre dans le xian de Wuming dans la grotte Yilingyan.

## Description
Le mâle holotype mesure 2,80 mm et la femelle paratype 2,55 mm, les mâles mesurent de 2,80 à 3,00 mm et les femelles de 2,30 à 3,18 mm.

## Systématique et taxinomie
Cette espèce a été décrite par Li en 2017.

## Étymologie
Cette espèce est nommée en l'honneur de Joseph Koh Kok Hong.

## Publication originale
- Li & Wang, 2017 : « New cave-dwelling spiders of the family Dictynidae (Arachnida, Araneae) from Guangxi and Guizhou, China. » Zoological Systematics, vol. 42, no 2, p. 125-228 (texte intégral).